# Порато, Стефан
Стефан Патрик Порато (фр. Stéphane Patrick Porato, родился 19 сентября 1973 года в Коломбе) — французский футболист, игравший на позиции вратаря.

## Биография
За свою карьеру выступал за французские команды «Тулон», «Монако», «Олимпик Марсель», «Кретей-Лузитанос» и «Аяччо». В составе «Марселея» играл в финале Кубка УЕФА 1999 года, пропустив три мяча от «Пармы», выигравшей 3:0 и завоевавшей трофей. С командами выступал либо как основной вратарь в Лиге 2, либо был резервистом команд Лиги 1. Играя за «Марсель», в сезоне Лиги чемпионов УЕФА 1999/2000 в игре второго группового этапа против «Лацио» пропустил четыре мяча от Симоне Индзаги. Максимальная стоимость Порато оценивалась в 10,5 млн. евро во время его перехода в Монако перед сезоном 2000/2001.
13 ноября 1999 года сыграл единственный матч за сборную Франции против Хорватии (товарищеский, победа 3:0). Прежде вызывался в расположение сборной Франции в канун матчей против России и Андорры в июне 1999 года.
В 2006 году, когда Петр Чех проходил восстановление после тяжелейшей черепно-мозговой травмы, полученной в матче против «Рединга», Порато был на просмотре в «Челси»: к тому моменту он покинул расположение «Аяччо», выбывшего в Лигу 2.
Карьеру Порато продолжал в командах «Алавес» и «Херес». Игровую карьеру завершил после сезона 2008/2009 и вылета «Хереса» из Примеры. В 2011 году участвовал в матче ветеранов европейского футбола против киевского «Динамо», в котором киевляне победили 7:3.

## Достижения
- Обладатель Суперкубка Франции: 2000[англ.][12]